# Elmano Sancho
Elmano Sancho (1982) é um actor português.
Licenciou-se em Teatro, ramo de Actores, na Escola Superior de Teatro e Cinema. Estudou também na Real Escuela Superior de Arte Dramático de Madrid, em Espanha, na Escola de Comunicações e Artes da Universidade de São Paulo, no Brasil, e no Conservatoire National Supérieur D´Art Dramatique de Paris, em França. Em 2014 vai trabalhar e estudar na SITI COMPANY (Anne Bogart), em Nova Iorque, como bolseiro da Fundação Calouste Gulbenkian. É bilingue em francês e fala fluentemente espanhol e inglês.
Trabalhou com os Artistas Unidos, Teatro da Garagem, Teatro dos Aloés, Ensemble - Sociedade de Actores, Teatro Experimental de Cascais, Jorge Silva Melo, Emmanuel Demarcy-Mota, Rogério de Carvalho, Ana Tamen, Miguel Abreu, Maria João Miguel, Paulo Lage, Pedro Gil, Carlos Avilez, Carlos J.Pessoa, entre outros. Integrou o elenco da primeira companhia teatral europeia (direcção de Virgínio Liberti e Annalissa Bianco, Festival de Nápoles e Mérida). Integrou a XVIII edição da École des Maîtres com Arthur Nauzyciel.
Foi nomeado para o prémio de melhor ator pela Sociedade Portuguesa de Autores. com o espectáculo "Não se Brinca com o Amor", de Alfred de Musset (2012),  "O Campeão do Mundo Ocidental" de J.M. Synge (2014), "Misterman" (2015) e "Lulu" (2020). Recebeu o prémio de melhor ator de Teatro da SPAAUTORES/2015 com "Misterman" em 2015.
Foi nomeado para o prémio de melhor ator para os Globos de Ouro com o espectáculo " Não se Brinca com o Amor", de Alfred de Musset (2011), "Herodíades" de Giovanni Testori (2012), " A Estalajadeira" de Carlo Goldoni (2013) "Display" (2018) e "Lulu" (2021).
Foi nomeado pela TimeOut para o prémio de melhor ator do ano (2012) com o espetáculo " Herodíades" de Giovanni Testori. 
Trabalhou, em Paris, com Bruno Bayen ("Les Femmes Savantes", de Molière) e Jacques Allaire na Comédie Française.
Colaborou de 2009 a 2014 com a companhia de teatro Artistas Unidos.
Durante a temporada de 2012/2013, trabalha com António Aguiar em "Branca de Neve" de Robert Walser (Festival FRINGE de Madrid, Festival Internacional de Setúbal) e Bruno Freyssinet da Transplanisphère em "The Power of Yes" de David Hare - Festival de Epidauro 2013/Grécia. 
Assina a sua primeira encenação, na qual também é ator, em Setembro de 2014, com o espetáculo "Misterman" de Enda Walsh. É distinguido com o prémio de melhor ator de Teatro pela Sociedade Portuguesa de Autores. Em 2015, apresenta o seu segundo espetáculo, " I Can´t Breathe" no Festival Temps d´Images pelo qual recebe a menção especial do prémio da crítica da Associação Portuguesa de Críticos de Teatro. Encenou ainda "Não Quero Morrer (2017)", " A Última Estação (2018) " com o qual recebe o Prémio Carlos Avilez de Teatro da Fundação MIRPURI em 2018 e " Damas da Noite, uma farsa de Elmano Sancho" (2019). Em 2018, recebe a bolsa de criação literária/dramaturgia da Direção-Geral do Livro, dos Arquivos e das Bibliotecas com o projeto "A Sagrada Família". É autor dos textos "I Can´t Breathe" (2015), "A Última Estação" (2018), "Damas da Noite, Uma Farsa de Elmano Sancho" (2019), "Maria, A Mãe" (2020), "Jesus, o Filho" (2021) e "José, o Pai" (2022).
Foi nomeado aos prémios Áquila 2018 na categoria de melhor ator secundário pelo seu desempenho na série a "Filha da Lei", aos prémios CinEuphoria (2020) com o filme "Imagens Proíbidas" e "O Nosso Cônsul em Havana" (2021). 
No cinema e na televisão trabalhou com Keren Ben Rafael, Odile Brook, Jorge Paixão da Costa, Hugo Diogo, Solveig Nordlund, Valéria Sarmiento, Jérôme Cornuau, Benoît Jacquot, Jorge Queiroga, Yuri Alves, Sérgio Graciano, Fernando Vendrell, Rita Nunes, Francisco Manso, Marco Pontecorvo, Vicente Alves do Ó, Marie Brand, Cristèle Alves Meira, Alessio Maria Federici, João Cayatte, Juan Carlos Fresnadillo, Mónica Santos, Carlos Dante, Leonel Vieira, José Mira, João Maia, entre outros. É igualmente licenciado em Economia pela Faculdade de Economia da Universidade do Porto e em Tradução (Francês/Espanhol/Inglês) pela Faculdade de Ciências Sociais e Humanas da Universidade Nova de Lisboa.
É um dos atores de Portugal mais conhecidos fora do país.